# بايارد جونسون
بايارد جونسون (بالإنجليزية: Bayard Johnson)‏ هو منتج أفلام وكاتب سيناريو أمريكي، ولد في 1953، وتوفي في 10 فبراير 2016.

## وصلات خارجية
- بايارد جونسون على موقع IMDb (الإنجليزية)
- بايارد جونسون على موقع قاعدة بيانات الفيلم (الإنجليزية)